# Filgueirasia cannavieira
Filgueirasia cannavieira là một loài thực vật có hoa trong họ Hòa thảo. Loài này được (Alvaro da Silveira) Guala mô tả khoa học đầu tiên năm 2003.